# Wengelsbach (Sauer)
Der Wengelsbach ist ein etwa drei Kilometer langer rechter Zufluss der Sauer im Elsaß und der Südpfalz.

## Name
Der Ort Wengelsbach wurde 1196 als Wengelsloch erstmals schriftlich erwähnt. Der Name des Baches ist eine Verkürzung von Wangels(loch)bach, der dann auf den Ort übertragen wurde.

## Geographie

### Verlauf
Der Wengelsbach entspringt in den Nordvogesen unweit der Grenze zwischen Frankreich und Deutschland auf einer Höhe von etwa 263 m in dem zur elsässischen Gemeinde Niedersteinbach gehörenden Weiler Wengelsbach in zwei Quellästen. Die beiden Quelläste fließen nach etwa 250 m zusammen und der vereinte Bach läuft zunächst in nordöstlicher Richtung, bis er auf die D190 stößt. Er wendet sich an dieser Départementsstraße nach Nordnordosten und fließt entlang der deutsch-französischen Grenze durch das artenreiche, nach ihm benannte Tal, vorbei am Lindelsberg auf seiner rechten und dem Dachsberg auf seiner linken Seite.
Er wechselt nun über die Grenze nach Deutschland und wird schon bald zu drei aufeinanderfolgenden kleinen Weihern angestaut. Danach durchläuft er südlich an einer kleinen Siedlung mit Wochenendhäusern vorbei das Biotop Wiesen im Wengelsbach-Tal und durchzieht kurz darauf eine Reihe von sieben kleinen Fischteichen. In den dritten Teich mündet auch zuletzt von Westen her der Bach von der Ruine Blumenstein. Der Wengelsbach läuft nun eng zwischen der Gebüger Straße (K 43) und der ihr im Süden gegenüberliegenden Häuserzeile der Wengelsbacher Straße der pfälzischen Gemeinde Schönau, unterquert dann von einigen Häusern des Dorfes beidseits umstanden diese Kreisstraße und mündet schließlich auf einer Höhe von 211 m ü. NN in die dort noch Saarbach genannte Sauer, die eben am Königsweiher in ihrer Aue vorbeigeflossen ist.

### Zuflüsse
- Bach von der Ruine Blumenstein (links), 2,0 km